# Radeberger
Radeberger Exportbierbrauerei GmbH— немецкая пивоваренная компания, основанная в 1872 как Zum Bergkeller. Расположена в г. Радеберг вблизи Дрездена. Входит в число 10 наиболее успешных пивоваренных компаний Германии.
Пивоварня производит сегодня только марку Radeberger Pilsner. Это флагманская пивоварня известной Radeberger Gruppe, дочернего общества Dr. August Oetker KG.
В 2001 годовое производство пива достигало 1 966 000 гектолитров пива. В 2004 году — 1 871 000 гектолитров.

## Любопытные факты
- Пиво Radeberger было излюбленным напитком В. В. Путина, в годы его работы сотрудником КГБ СССР в Дрездене в 1980-х годах.[2][3] По его словам, он пристрастился к нему в те времена, а теперь получает его от Ангелы Меркель в обмен на сибирскую копчёную рыбу.

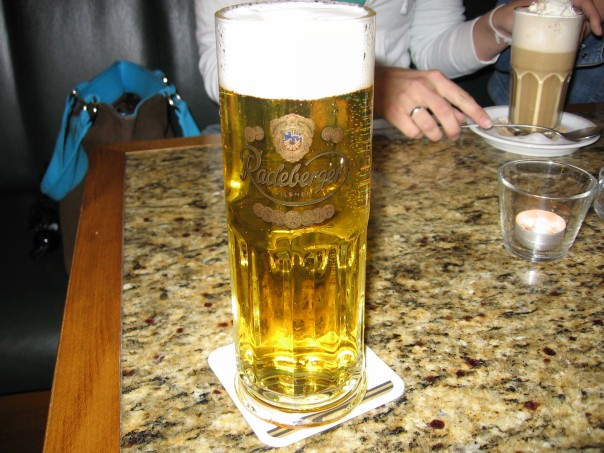
Бокал пива Radeberger
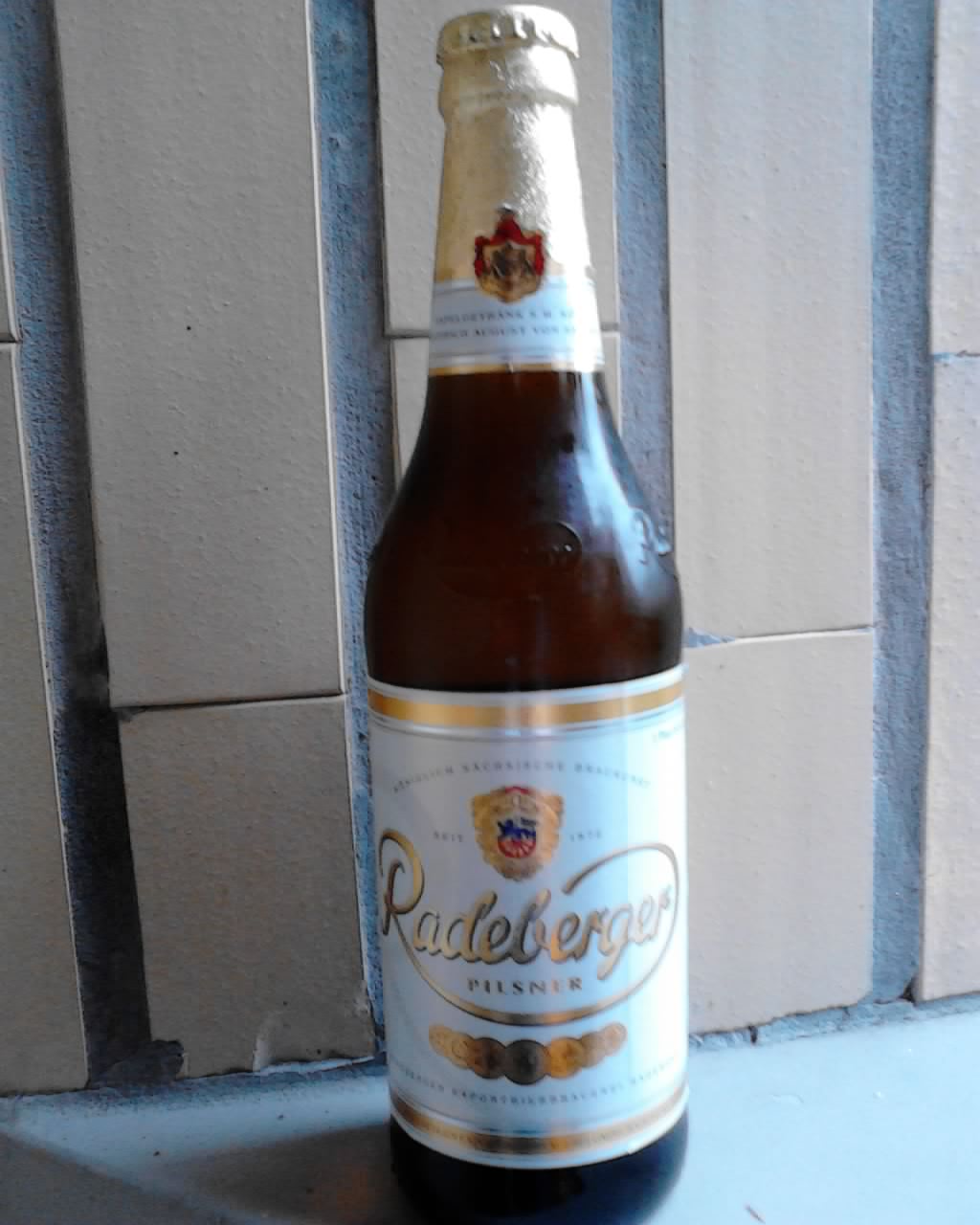
Бутылка пива Radeberger